# Liste argentinischer Schriftsteller
Dies ist eine Liste argentinischer Schriftsteller. Es besteht kein Anspruch auf Vollständigkeit.

## A
- Margarita Abella Caprile (1901–1960)
- Marcos Aguinis (* 1935)
- Raúl Gustavo Aguirre (1927–1983)
- César Aira (* 1949)
- Juan Bautista Alberdi (1810–1884)
- Rodolfo Alonso (1934–2021)
- José Sixto Álvarez (1858–1903)
- Federico Andahazi (* 1963)
- Enrique Anderson Imbert (1910–2000)
- Olegario Víctor Andrade (1839–1882)
- Julio Ardiles Gray (1922–2009)
- Raúl Argemí (* 1946)
- Abelardo Arias (1918–1991)
- Roberto Arlt (1900–1942)
- Horacio Armani (1925–2013)
- Rafael Alberto Arrieta (1889–1968)
- Hilario Ascasubi (1807–1875)
- Jorge Asís (* 1946)

## B
- Enrique Banchs (1888–1968)
- Vicente Barbieri (1903–1956)
- Leónidas Barletta (1902–1975)
- Alfredo Bauer (1924–2016)
- Osvaldo Bayer (1927–2018)
- Edgar Bayley (1919–1990)
- Ana Becciu (* 1948)
- Eduardo Belgrano Rawson (* 1943)
- Diana Bellessi (* 1946)
- Antonio di Benedetto (1922–1986)
- Francisco Luis Bernárdez (1900–1978)
- José Bianco (1908–1986)
- Héctor Bianciotti (1930–2012)
- Adolfo Bioy Casares (1914–1999)
- Sergio Bizzio (* 1956)
- Isidoro Blaisten (1933–2004)
- Héctor Pedro Bloomberg (1890–1955)
- Jorge Boccanera (* 1952)
- Liliana Bodoc (1958–2018)
- Mateo Booz (1881–1943)
- Jorge Luis Borges (1899–1986)
- Mario Bravo (1882–1944)
- Lucas Bridges (1874–1949)
- Leopoldo Brizuela (1963–2019)
- Félix Bruzzone (* 1976)
- Jorge Bucay (* 1949)
- Silvina Bullrich (1915–1990)
- Fausto Burgos (1888–1953)
- Miguel Ángel Bustos (1933–1976)
- Juan Carlos Bustriazo Ortiz (1929–2010)

## C
- Enrique Cadícamo (1900–1999)
- Arnaldo Calveyra (1929–2015)
- Eugenio Cambaceres (1843–1888)
- Estanislao del Campo (1834–1880)
- Arturo Cancela (1892–1957)
- Darío Canton (* 1928)
- Martín Caparrós (* 1957)
- Arturo Capdevila (1889–1967)
- Evaristo Carriego (1883–1912)
- Fabián Casas (* 1965)
- Elías Castelnuovo (1893–1982)
- Manuel Castilla (1918–1980)
- Abelardo Castillo (1935–2017)
- Arturo Cerretani (1907–1986)
- Juan Chassaing (1839–1864)
- Cristina Civale (* 1960)
- Haroldo Conti (1925–1976?)
- Julio Cortázar (1914–1984)
- Roberto Cossa (1934–2024)
- Hernán Costa (* 1960)
- Humberto Costantini (1924–1987)
- Edgardo Cozarinsky (1939–2024)
- María Sonia Cristoff (* 1965)
- Washington Cucurto (* 1973)
- Agustín Cuzzani (1924–1987)

## D
- Antonio Dal Masetto (1938–2015)
- Juan Damonte (1945–2005)
- Jaime Dávalos (1921–1981)
- Juan Carlos Dávalos (1887–1959)
- Francisco Defilippis Novoa (1889–1930)
- Marco Denevi (1922–1998)
- Alina Diaconú (* 1946)
- Armando Discépolo (1887–1971)
- Enrique Santos Discépolo (1901–1951)
- Edgardo Dobry (* 1962)
- Alejandro Dolina (* 1945)
- Carlos María Domínguez (* 1955)
- Osvaldo Dragún (1929–1999)
- Alicia Dujovne Ortiz (* 1939)

## E
- Esteban Echeverría (1805–1851)
- Samuel Eichelbaum (1894–1967)
- Gabino Ezeiza (1858–1916)
- Tomás Eloy Martínez (1934–2010)

## F
- Cristina Feijóo (* 1944)
- C. E. Feiling (1961–1997)
- José Pablo Feinmann (1943–2021)
- Macedonio Fernández (1874–1952)
- Baldomero Fernández Moreno (1886–1950)
- Marcelo Figueras (* 1962)
- Juan Filloy (1894–2000)
- Rodolfo Fogwill (1941–2010)
- Roberto Fontanarrosa (1944–2007)
- Luis Franco (1898–1988)
- Rodrigo Fresán (* 1963)
- Luisa Futoransky (* 1939)

## G
- Sara Gallardo (1931–1988)
- Manuel Gálvez (1882–1962)
- Griselda Gambaro (* 1928)
- Carlos Gardini (1948–2017)
- Juan Gelman (1930–2014)
- Alberto Gerchunoff (1883–1950)
- Alberto Ghiraldo (1875–1946)
- Mempo Giardinelli (* 1947)
- Oliverio Girondo (1891–1967)
- Alberto Girri (1919–1991)
- Joaquín Gómez Bas (1907–1984)
- Joaquín Victor González (1863–1923)
- Rodolfo González Pacheco (1882–1949)
- Enrique González Tuñón (1901–1943)
- Raúl González Tuñón (1905–1974)
- Angélica Gorodischer (1928–2022)
- Carlos Gorostiza (1920–2016)
- Juana Manuela Gorriti (1816–1892)
- Irene Gruss (1950–2018)
- Eduardo Gudiño Kieffer (1935–2002)
- Luis Gudiño Kramer (1898–1973)
- Ricardo Güiraldes (1886–1927)
- Rosa Guerra (18??–1864)
- Leila Guerriero (* 1967)
- Ernesto Guevara (1928–1967)
- Beatriz Guido (1924–1988)
- Carlos Guido y Spanos (1827–1918)
- Eduardo Gutiérrez (1851–1889)

## H
- Ricardo Halac (* 1935)
- Liliana Heer (* 1943)
- Liliana Heker (* 1943)
- José Hernández (1834–1886)

## I
- Néstor Ibarra (1938–2005)
- José Ingenieros (1877–1925)

## J
- Arturo Jauretche (1901–1974)
- Noé Jitrik (1928–2022)
- Roberto Juarroz (1925–1995)

## K
- Tamara Kamenszain (1947–2021)
- Mauricio Kartun (* 1946)
- Paola Kaufmann (1969–2006)
- José Kessel (1898–1979)
- Vlady Kociancich (1941–2022)
- María Kodama (1937–2023)
- Martín Kohan (* 1967)
- Bernardo Kordon (1915–2002)
- Alicia Kozameh (* 1953)

## L
- Gregorio de Laferrère (1867–1913)
- Alberto Laiseca (* 1941)
- Leónidas Lamborghini (1927–2009)
- Osvaldo Lamborghini (1940–1985)
- Norah Lange (1905–1972)
- Enrique Larreta (1875–1961)
- Vizconde de Lascano Tegui (1887–1966)
- Dante A. Linyera (1902–1938)
- María Rosa Lojo (* 1954)
- Leopoldo Lugones (1874–1938)
- Félix Luna (1925–2009)
- Pilar de Lusarreta (1914–1967)
- Benito Lynch (1885–1951)
- Marta Lynch (1925–1985)

## M
- Ariel Magnus (* 1975)
- Eduardo Mallea (1903–1982)
- Ernesto Mallo (* 1948)
- Juan José Manauta (1919–2013)
- Alberto Manguel (* 1948)
- Eduarda Mansilla (1834–1892)
- Lucio Mansilla (1831–1913)
- Juana Manso de Noronha (1819–1875)
- Homero Manzi (1907–1951)
- Leopoldo Marechal (1900–1970)
- Roberto Mariani (1893–1946)
- José Mármol (1817–1871)
- Julián Martel (1867–1896)
- Guillermo Martínez (* 1962)
- Tomás Eloy Martínez (1934–2010)
- Ezequiel Martínez Estrada (1895–1964)
- Juan Carlos Martini Real (1940–1996)
- Carlos Mastronardi (1901–1976)
- Clorinda Matto de Turner (1854–1909)
- Enrique Medina (* 1937)
- Julio Meinvielle (1905–1973)
- Tununa Mercado (* 1939)
- María Esther de Miguel (1929–2003)
- Enrique Molina (1910–1997)
- Ricardo Molinari (1898–1996)
- Daniel Moyano (1930–1992)
- Manuel Mujica Láinez (1910–1984)
- Héctor Murena (1923–1975)

## N
- Conrado Nalé Roxlo (1898–1971)
- Gustavo Nielsen (* 1962)

## O
- Carlos Obligado (1890–1949)
- Pedro Miguel Obligado (1892–1967)
- Rafael Obligado (1851–1920)
- Silvina Ocampo (1903–1993)
- Victoria Ocampo (1890–1979)
- Héctor Germán Oesterheld (1919–1978)
- Sergio Olguín (* 1967)
- Nicolás Olivari (1900–1966)
- Pedro Orgambide (1929–2003)
- Olga Orozco (1920–1999)
- Elvira Orphée (1930–2018)
- Juan Laurentino Ortiz (1896–1978)
- Elsa Osorio (* 1952)

## P
- Alicia Partnoy (* 1955)
- Alan Pauls (* 1959)
- Eduardo Pavlovsky (1933–2015)
- Roberto Payró (1867–1928)
- Agustín Pérez Pardella (1928–2004)
- Hector Rodolfo Peña
- Ricardo Piglia (1941–2017)
- Claudia Piñeiro (* 1960)
- Alejandra Pizarnik (1936–1972)
- Roger Pla (1912–1982)
- Antonio Porchia (1885–1968)
- Abel Posse (1934–2023)
- Ángela Pradelli (* 1959)
- Lucía Puenzo (* 1976)
- Manuel Puig (1932–1990)

## Q
- Horacio Quiroga (1878–1937)

## R
- Pablo Ramos (* 1966)
- Diana Raznovich (* 1945)
- Andrés Rivera (1928–2016)
- Ricardo Rojas (1882–1957)
- Reina Roffé (* 1951)
- Germán Rozenmacher (1936–1971)
- Eduardo Rovner (1942–2019)

## S
- Ernesto Sabato (1911–2011)
- Guillermo Saccomanno (* 1948)
- Dalmiro Sáenz (1926–2016)
- Juan José Saer (1937–2005)
- Néstor Sánchez (1935–2003)
- Pablo de Santis (* 1963)
- Domingo Faustino Sarmiento (1811–1888)
- Raúl Scalabrini Ortiz (1898–1959)
- Roberto Schopflocher (1923–2016)
- Samanta Schweblin (* 1978)
- Juan José Sebreli (* 1930)
- Beatriz Seibel (1934–2018)
- Ana María Shua (* 1951)
- Francisco Sicardi (1856–1927)
- Carlos Somigliana (1932–1987)
- Osvaldo Soriano (1943–1997)
- Fernando Sorrentino (* 1942)
- Alicia Steimberg (1933–2012)
- Alfonsina Storni (1892–1938)
- Patricio Sturlese (* 1973)
- Perla Suez (* 1947)
- Mario Szichman (1945–2018)
- Susana Szwarc (* 1952)

## T
- Damián Tabarovsky (* 1967)
- Ricardo Talesnik (* 1935)
- Alejandro Tantanian (* 1966)
- Armando Tejada Gómez (1929–1992)
- César Tiempo (1906–1980)
- Héctor Tizón (1929–2012)
- Eliahu Toker (1934–2010)
- Marta Traba (1930–1983)

## U
- Manuel Ugarte (1875–1951)
- Francisco Urondo (1930–1976)

## V
- Luisa Valenzuela (* 1938)
- Horacio Vázquez-Rial (1947–2012)
- Bernardo Verbitsky (1907–1979)
- David Viñas (1927–2011)
- Omar Viñole (1904–1967)

## W
- María Elena Walsh (1930–2011)
- Rodolfo Walsh (1927–1977)
- Hugo Wast (1883–1962)
- Enrique Wernicke (1915–1968)
- Eduardo Wilde (1844–1913)
- Olga Wornat (* 1959)

## Y
- Alvaro Yunque (1889–1982)
- Atahualpa Yupanqui (1908–1992)